# ビル・ジョンストン
ビル・ジョンストン（Bill Johnston, 1894年11月2日 - 1946年5月1日）は、アメリカ・カリフォルニア州サンフランシスコ出身の男子テニス選手。本名は William M. Johnston （ウィリアム・M・ジョンストン）という。全米選手権で7年連続の決勝対決を繰り広げたアメリカのライバル、ビル・チルデンと名前も同じだったことから、チルデンと並び称されている。身長173cmのジョンストンは“Little Bill”（リトル・ビル）と呼ばれ、身長188cmの大男だったチルデンは“Big Bill”（ビッグ・ビル）と呼ばれた。ジョンストンはチルデンと並び、日本テニス界の黎明期に大きな影響を与えた選手の1人である。

## 来歴
ジョンストンは20歳の時、1915年の全米選手権で初優勝を飾り、決勝でモーリス・マクローリンを 1-6, 6-0, 7-5, 10-8 で破った。当時は第1次世界大戦の最中であったが、全米選手権は途切れることなく開催されていた。この年から1919年まで、ジョンストンは5年連続で「全米ランキング」1位を維持する。しかし、1916年の全米選手権決勝ではリチャード・ウィリアムズに敗れ、大会2連覇を逃した。この時期に、日本テニス界は「軟式」から「硬式」への挑戦を始め、硬式テニス選手の先駆者となった熊谷一弥が日本人テニス選手として初めての海外遠征に旅立つ。熊谷は軟式テニスの典型的な握り方である「ウエスタングリップ」を駆使する選手として、自分とよく似たテニス・スタイルのジョンストンから大きな刺激を受けた。1916年に仕事の関係でニューヨークへ渡った熊谷は、初めての米国遠征でいきなり「全米ランキング」5位に食い込んだ。1919年にジョンストンが4年ぶり2度目の全米選手権優勝を果たした時、この年の全米ランキングは1位ジョンストン、2位がビル・チルデンで、続く3位に熊谷が入っている。
1919年から1925年までの間、全米選手権の男子シングルス決勝でジョンストンとチルデンは6度の決勝対決を繰り広げた。1919年はジョンストンがチルデンに勝ったが、それ以後1920年から1925年までチルデンが全米選手権「6連覇」を達成した。（1921年の準優勝者はウォレス・F・ジョンソンで、ジョンストンとは別人の選手であるが、名前がよく似ているためジョンストンと間違えやすい。）こうして“ビッグ・ビル”（チルデン）と“リトル・ビル”（ジョンストン）は、テニスの歴史に残るライバル対決の記録を残した。
ジョンストンは全米選手権の男子ダブルスでも1915年・1916年・1920年の3度優勝し、パートナーは3度ともクラレンス・グリフィンであった。混合ダブルスでは1921年にメアリー・ブラウンと組んだ優勝がある。
第1次世界大戦の終戦後、男子テニス国別対抗戦・デビスカップも再開されたが、チルデンとジョンストンはデ杯代表選手としては良きチームメートであり、1920年から1926年までアメリカ・チームのデ杯7連覇に貢献した。1921年に日本がデ杯に初参加した時、ジョンストンとチルデンは決勝で日本を5戦全勝で破り、熊谷一弥と清水善造の挑戦を退けた。しかし、1927年のデ杯決勝でアメリカはフランスに2勝3敗で敗れ、ジョンストンがシングルスでルネ・ラコステとアンリ・コシェの両選手に敗れたことから、アメリカのデ杯連覇記録が止まってしまう。33歳のジョンストンは年齢的な衰えを知り、この年に競技テニスを退いた。
ウィリアム・ジョンストンは第1次世界大戦で軍役に就いた頃から、比較的早く健康を害していたが、1946年5月1日に結核のため51歳で亡くなった。1955年に国際テニス殿堂が設立され、ジョンストンは没後12年目の1958年に殿堂入りを果たしている。

## 4大大会優勝
- ウィンブルドン選手権　男子シングルス：1勝（1923年）
- 全米選手権　男子シングルス：2勝（1915年・1919年）／男子ダブルス：3勝（1915年・1916年・1920年）／混合ダブルス：1勝（1921年）　［準優勝6度：1916年・1920年・1922年-1925年］